# Distrito de Yurimaguas
El distrito de Yurimaguas es uno de los seis que conforman la provincia de Alto Amazonas, ubicada en el departamento de Loreto en el Nororiente del Perú.
Desde el punto de vista jerárquico de la Iglesia católica acoge la sede del Vicariato Apostólico de Yurimaguas, también conocido como Vicariato Apostólico de San Gabriel de la Dolorosa del Marañón.

## Demografía
Actualmente, la estimación poblacional del distrito alberga 105,910 habitantes.
| Censos oficiales | Categorías | Población | Estimado 2024 |
| ---------------- | ---------- | --------- | ------------- |
| INEI 2007        | Urbano     | 49,087    | 105,910 Hab   |
| INEI 2007        | Rural      | 14,258    | 105,910 Hab   |
| INEI 2007        | Total      | 63,345    | 105,910 Hab   |
| INEI 2017        | Urbano     | 62,903    | 105,910 Hab   |
| INEI 2017        | Rural      | 20,651    | 105,910 Hab   |
| INEI 2017        | Total      | 83,554    | 105,910 Hab   |

### Centros poblados
El cuadro muestra los centros poblados rurales que pertenecen al distrito de Yurimaguas.
| CÓDIGO | CENTROS POBLADOS (INEI 2017) |
| 0002   | LAS MALVINAS                 |
| 0004   | SAN PEDRO DE CHINGANA        |
| 0008   | PROVIDENCIA                  |
| 0009   | JEBERILLOS                   |
| 0010   | SAN PEDRO DE ZAPOTE          |
| 0012   | LA UNION                     |
| 0013   | LEONCIO PRADO                |
| 0014   | NUEVA ITALIA                 |
| 0015   | 25 DE DICIEMBRE              |
| 0017   | SAN JUAN DE ZAPOTE           |
| 0018   | NUEVA ESPERANZA              |
| 0021   | SANTA ISABEL                 |
| 0023   | SAN JOSE DE ZAPOTE           |
| 0024   | OROMINA                      |
| 0025   | NUEVA ERA                    |
| 0026   | ROSA DE AMERICA              |
| 0027   | CACHIHUAÑUSCA                |
| 0028   | SANTA MARIA                  |
| 0029   | PORVENIR                     |
| 0030   | SAN JUAN DE CURIYACU         |
| 0031   | NUEVO PARAISO                |
| 0032   | VISTA ALEGRE DE CURIYACU     |
| 0033   | SAN MIGUEL DE SHITARI        |
| 0034   | NUEVA METROPOLI              |
| 0035   | CAMPO FLORIDO                |
| 0036   | DOS DE MAYO                  |
| 0037   | NUEVO JUNIN DE CHURUYACU     |
| 0038   | LUZ DEL ORIENTE              |
| 0039   | SANTA ROSA I                 |
| 0041   | SANTA TERESA                 |
| 0042   | JORGE CHAVEZ DE CURIYACU     |
| 0043   | NUEVA REFORMA                |
| 0044   | CARTAGENA                    |
| 0046   | UNION CAMPESINA LOS TIGRES   |
| 0047   | APANGURAYACU                 |
| 0048   | VARADERILLO                  |
| 0049   | PUERTO ARTURO                |
| 0050   | ACHUAL LIMON                 |
| 0051   | PUERTO LIBRE                 |
| 0052   | BALSAYACU                    |
| 0053   | SAN ANTONIO DE SANIACO       |
| 0054   | NUEVA VIDA                   |
| 0055   | MONDONGO                     |
| 0057   | CALLAO                       |
| 0058   | MANGUAY                      |
| 0060   | RUYSEÑOR                     |
| 0061   | NUEVO SAN MARTIN I           |
| 0062   | SANTALUCIA                   |
| 0063   | NUEVO CAJAMARCA              |
| 0064   | ALTO MOHENA (ALTO MOENA)     |
| 0066   | CHIRAPA                      |
| 0067   | VISTA ALEGRE                 |
| 0068   | YAHUAR                       |
| 0069   | ZAPOTE                       |
| 0070   | MUNICHIS                     |
| 0072   | SAN LUIS                     |
| 0073   | SAN RAFAEL                   |
| 0074   | TRANCAYACU                   |
| 0075   | LAS PALMERAS                 |
| 0076   | CERRO DEL CONDOR             |
| 0077   | MICAELA BASTIDAS             |
| 0078   | BOLOGNESI                    |
| 0079   | LA FLORIDA                   |
| 0080   | SAN ROQUE                    |
| 0081   | BELEN                        |
| 0082   | SANANGO                      |
| 0083   | SAN RAMON                    |
| 0084   | SAN CARLOS                   |
| 0085   | CHAMBIRA - 1                 |
| 0087   | SUNIPLAYA                    |
| 0088   | 30 DE AGOSTO                 |
| 0090   | SAN JUAN DE PUMAYACU         |
| 0091   | TUPAC AMARU                  |
| 0092   | NUEVO JAEN                   |
| 0093   | SAN FRANCISCO                |
| 0095   | MARIANO MELGAR               |
| 0096   | QUINAYOC                     |
| 0097   | INDEPENDENCIA                |
| 0099   | SANTO TOMAS                  |
| 0100   | LAS AMAZONAS                 |
| 0102   | ROCA FUERTE                  |
| 0103   | SAN JUAN DE PAMPLONA         |
| 0104   | VILLA HERMOSA                |
| 0105   | LAS PALMERAS                 |
| 0106   | SANTA CLARA                  |
| 0107   | PUERTO PERU                  |
| 0108   | NUEVA BARRANQUITA            |
| 0109   | COTOYACU                     |
| 0110   | NUEVA ALIANZA                |
| 0111   | SAN FRANCISCO DE PAMPAYACU   |
| 0112   | NUEVO PIJUAYAL               |
| 0114   | GRAU                         |
| 0115   | NUEVO SAN MARTIN II          |
| 0118   | PAMPA HERMOSA                |
| 0120   | SORRAPA                      |
| 0121   | ZAPATO YACU                  |
| 0122   | LIBERTAD                     |
| 0123   | MARONA                       |
| 0128   | JOSE A QUIÑONEZ              |
| 0129   | DOS OLIVOS                   |
| 0130   | NUEVA UNION                  |
| 0131   | ISLA DEL GALLO               |
| 0132   | PACHACUTEC                   |
| 0133   | NUEVA PRIMAVERA              |
| 0137   | CENTRO CHAMBIRA              |
| 0139   | AGUA BLANCA                  |
| 0141   | ARENALES                     |
| 0142   | CENTRO PIÑAL                 |
| 0143   | NUEVO FRANCIA                |
| 0144   | NUEVO HORIZONTE              |
| 0147   | NUEVO SARAMERIZA             |
| 0148   | NUEVA LIBERTAD               |
| 0149   | CAMPO VERDE                  |

### Geografía humana
En este distrito de la Amazonia peruana habita la etnia Cahuapana grupo Chayahuita autodenominado  Campo Piyapi.

## Límites del Distrito
Limita con los distritos de Jeberos, Santa Cruz, Teniente César López Rojas y Balsapuerto; y la provincia de Lamas esta última en el departamento de San Martín.
Por el norte limita con el distrito de Jeberos y con el de Santa Cruz:

El límite se inicia en un punto de coordenada UTM 356,4 km E y 9’386,6 km N, continúa en dirección Este por la divisoria de aguas del río Huallaga (Tributario: Río Zapote) y el río Aypena (tributario: río Zapote), hasta un punto en el thalweg del río Huallaga de coordenada UTM 394,5 km E y 9’376,5 km N en la desembocadura del río Shishinahua.

Por el este limita con los distritos de Santa Cruz y Teniente César López Rojas:

Del último punto mencionado, el límite continúa en dirección Sur Oeste en línea recta hasta la cota 111 de coordenada UTM 393,3 km E y 9´371,7 km N. El límite prosigue en dirección Sur Este por la divisoria de aguas del río Huallaga (tributario: quebrada Providencia) y el río Shishinahua hasta un punto de cota 155 de coordenadas UTM 400,1 km E y 9’359,8 km N, continúa en la misma dirección hasta intersecarse con la naciente de la quebrada Moteluyoc y continúa por el thalweg del esta quebrada hasta su desembocadura en el río Quiparillo. El límite continúa en dirección Sur Oeste por el thalweg del río Quiparillo hasta su desembocadura en el río Huallaga en un punto de coordenada UTM 387,1 km E y 9’342,9 km N, luego continúa por el thalweg del río Huallaga hasta un punto en el mismo río de coordenadas UTM 387,0 km E y 9’337,0 km N. El límite prosigue en dirección Sur Oeste por la divisoria de aguas del río Shanusi y el río Huallaga (tributario: quebrada Pucuna) hasta un punto de cota 180 de coordenada UTM 382,4 km E y 9’317,4 km N.

Por el sur limita con la provincia de Lamas, departamento de San Martín:

Del último punto mencionado el límite continua en dirección Oeste por la divisoria de aguas del río Shanusi y el río Cainarache cruzando la zona urbana de los centros poblados de Pampa Hermosa y
Alianza por un punto de coordenada UTM 359,0 km E y 9’324,0 km N El límite prosigue en dirección Oeste y cruza el río Shanusi en un punto de coordenada UTM 358,5 km E y 9´323,8 km N, continua en la misma dirección hasta un punto de coordenada UTM 332,0 km E y 9’319,9 km.

Por el oeste y el noroeste limita con el distrito de Balsapuerto y la provincia de Lamas, departamento de San Martín:

Del último punto mencionado el límite continúa en dirección Norte por la divisoria de aguas del río Paranapura (tributario: quebrada Yanayacu) y el río Mayo, hasta un punto de cota 1282 de coordenada
UTM 330,3 km E y 9´334,8 km N. El límite continua en dirección Nor Este por la divisoria de aguas de la quebrada Yanayacu y el río Armanayacu hasta un punto en el thalweg del río Paranapura de coordenadas UTM 354,9 km E y 9´353,2 km N, el límite prosigue en dirección Norte por la divisoria de aguas del río Huallaga (tributario: río Zapote) y el río Paranapura; hasta un punto de coordenada UTM 356,4 km E y 9’386,6 km N punto de inicio de la presente descripción.

## Comunicaciones
Aeropuerto Moisés Benzaquen Rengifo